# Лальйо
Лальйо (італ. Laglio) — муніципалітет в Італії, у регіоні Ломбардія, провінція Комо.
Лальйо розташоване на відстані близько 520 км на північний захід від Рима, 50 км на північ від Мілана, 9 км на північний схід від Комо.

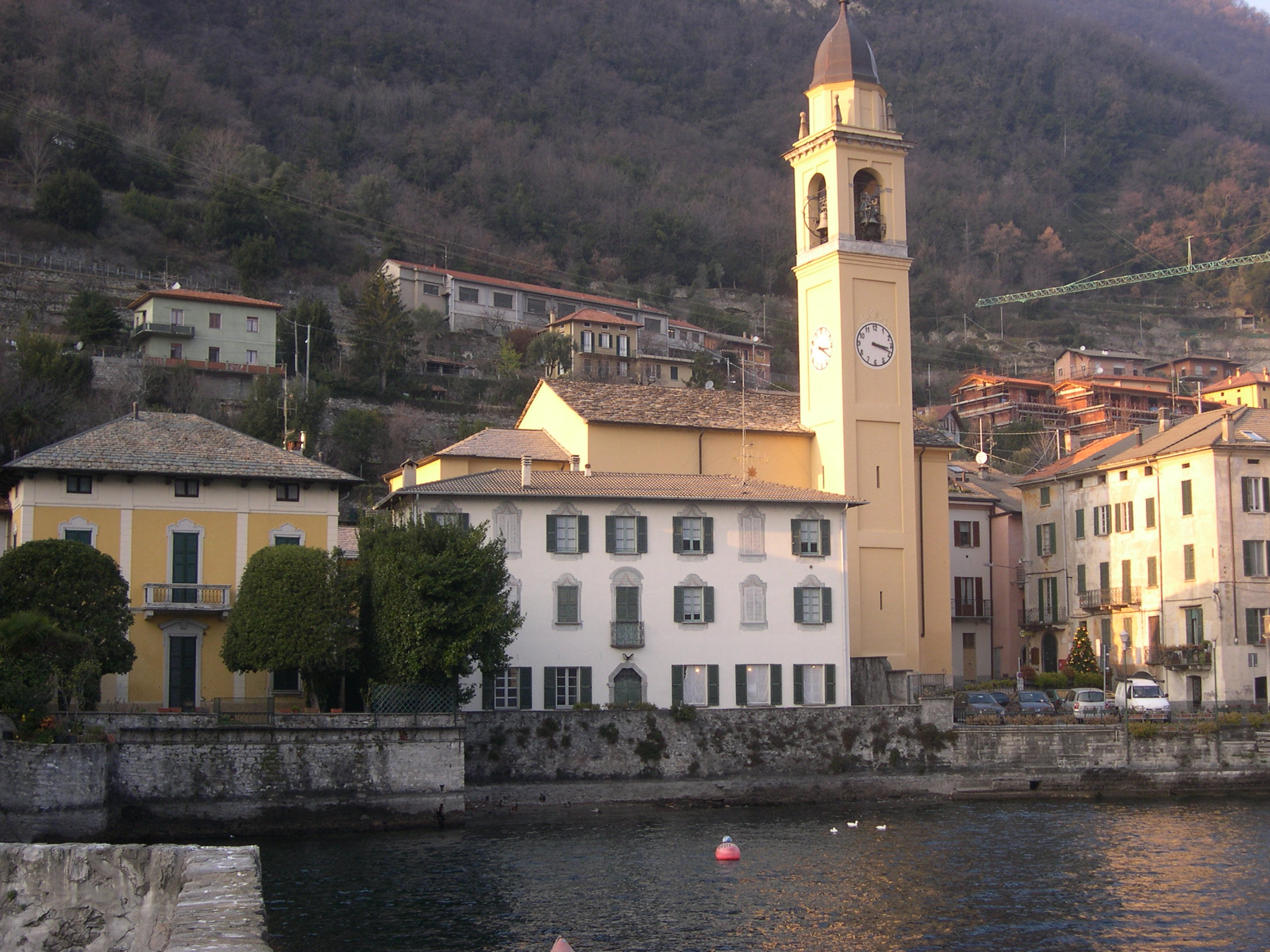

Населення — 896 осіб (2014).

## Демографія
Населення за роками:

Станом на 1 січня 2023 року в муніципалітеті офіційно проживало 90 іноземців з 28 країн, серед них 28 громадян країн Євросоюзу та 5 громадян України.

## Сусідні муніципалітети
- Брієнно
- Карате-Уріо
- Фаджето-Ларіо
- Нессо
- Поньяна-Ларіо